# یواس‌اس شلتر (ای‌ام-۳۰۱)
یواس‌اس شلتر (ای‌ام-۳۰۱) (به انگلیسی: USS Shelter (AM-301)) یک کشتی بود که طول آن ۱۸۴ فوت ۶ اینچ (۵۶٫۲۴ متر) بود. این کشتی در سال ۱۹۴۳ ساخته شد.